# Governatore dell'Ohio

Stendardo del Governatore

Il Governatore dell'Ohio (in inglese: Governor of Ohio) è il capo del governo dello stato statunitense dell'Ohio.

## Poteri
- Il governatore è il comandante in capo delle forze armate dello stato dell'Ohio.
- Detiene il potere di veto

## Storia
Ci sono stati 64 governatori dell'Ohio, in 70 mandati distinti.
Il governatorato di maggior durata è stato quello di Jim Rhodes, che è stato eletto per quattro volte ed è stato poco meno di sedici anni in due periodi non consecutivi di due mandati ciascuno (1963-1971 e 1975-1983).
I governatorati più brevi sono stati quelli di John William Brown e Nancy Hollister, per la durata di soli 11 giorni, per effetto delle dimissioni date per poter assumere la carica di senatore.
Dal 1974, il governatore e il vice governatore devono essere dello stesso partito, mentre in precedenza potevano appartenere a due partiti diversi.
L'attuale governatore è Mike DeWine, entrato in carica il 14 gennaio 2019.

## Elenco

### Territorio del nord-ovest
Nel corso della sua storia di 15 anni, il Territorio del nord-ovest ha avuto un solo governatore, Arthur St. Clair; terminando il suo mandato il 22 novembre 1802 con decreto del presidente Thomas Jefferson, senza nominare nessun successore.
Charles Willing Byrd, Segretario del Territorio, quindi diventò Governatore ad interim, fino al 3 marzo 1803, quando Edward Tiffin divenne primo governatore eletto dello Stato dell'Ohio.

### Stato dell'Ohio
Partiti
  Democratico (23) 
  Democratico-Repubblicano (9) 
  Nazionale Repubblicano (2) 
  Repubblicano (29) 
  Unionista (1) 
  Whig (5) 
| n. | Governatore          | Governatore | Governatore                      | Inizio carica    | Termine carica   | Partito                  | Vicegovernatore | Vicegovernatore                  | Mandato |
| -- | -------------------- | ----------- | -------------------------------- | ---------------- | ---------------- | ------------------------ | --------------- | -------------------------------- | ------- |
| 1  |                      |             | Edward Tiffin (1766–1829)        | 3 marzo 1803     | 4 marzo 1807     | Democratico-Repubblicano | Nessuno         | Nessuno                          | 1⁄1     |
| 2  |                      |             | Thomas Kirker (1760–1837)        | 4 marzo 1807     | 12 dicembre 1808 | Democratico-Repubblicano | Nessuno         | Nessuno                          | 1⁄2     |
| 3  |                      |             | Samuel H. Huntington (1765–1817) | 12 dicembre 1808 | 8 dicembre 1810  | Democratico-Repubblicano | Nessuno         | Nessuno                          | 1       |
| 4  |                      |             | Return J. Meigs, Jr. (1764–1825) | 8 dicembre 1810  | 24 marzo 1814    | Democratico-Repubblicano | Nessuno         | Nessuno                          | 1⁄1     |
| 5  |                      |             | Othniel Looker (1757–1845)       | 24 marzo 1814    | 8 dicembre 1814  | Democratico-Repubblicano | Nessuno         | Nessuno                          | 1⁄2     |
| 6  |                      |             | Thomas Worthington (1773–1827)   | 8 dicembre 1814  | 14 dicembre 1818 | Democratico-Repubblicano | Nessuno         | Nessuno                          | 2       |
| 7  |                      |             | Ethan Allen Brown (1776–1852)    | 14 dicembre 1818 | 4 gennaio 1822   | Democratico-Repubblicano | Nessuno         | Nessuno                          | 1⁄1     |
| 8  |                      |             | Allen Trimble (1783–1870)        | 4 gennaio 1822   | 28 dicembre 1822 | Democratico-Repubblicano | Nessuno         | Nessuno                          | 1⁄2     |
| 9  |                      |             | Jeremiah Morrow (1771–1852)      | 28 dicembre 1822 | 19 dicembre 1826 | Democratico-Repubblicano | Nessuno         | Nessuno                          | 2       |
| 10 |                      |             | Allen Trimble (1783–1870)        | 19 dicembre 1826 | 18 dicembre 1830 | Nazionale Repubblicano   | Nessuno         | Nessuno                          | 2       |
| 11 |                      |             | Duncan McArthur (1772–1839)      | 18 dicembre 1830 | 7 dicembre 1832  | Nazionale Repubblicano   | Nessuno         | Nessuno                          | 1       |
| 12 |                      |             | Robert Lucas (1781–1853)         | 7 dicembre 1832  | 12 dicembre 1836 | Democratico              | Nessuno         | Nessuno                          | 2       |
| 13 |                      |             | Joseph Vance (1786–1852)         | 12 dicembre 1836 | 13 dicembre 1838 | Whig                     | Nessuno         | Nessuno                          | 1       |
| 14 |                      |             | Wilson Shannon (1802–1877)       | 13 dicembre 1838 | 16 dicembre 1840 | Democratico              | Nessuno         | Nessuno                          | 1       |
| 15 |                      |             | Thomas Corwin (1794–1865)        | 16 dicembre 1840 | 14 dicembre 1842 | Whig                     | Nessuno         | Nessuno                          | 1       |
| 16 |                      |             | Wilson Shannon (1802–1877)       | 14 dicembre 1842 | 15 aprile 1844   | Democratico              | Nessuno         | Nessuno                          | 1⁄2     |
| 17 |                      |             | Thomas W. Bartley (1812–1885)    | 15 aprile 1844   | 3 dicembre 1844  | Democratico              | Nessuno         | Nessuno                          | 1⁄2     |
| 18 |                      |             | Mordecai Bartley (1783–1870)     | 3 dicembre 1844  | 12 dicembre 1846 | Whig                     | Nessuno         | Nessuno                          | 1       |
| 19 |                      |             | William Bebb (1802–1873)         | 12 dicembre 1846 | 22 gennaio 1849  | Whig                     | Nessuno         | Nessuno                          | 1       |
| 20 |                      |             | Seabury Ford (1801–1855)         | 22 gennaio 1849  | 12 dicembre 1850 | Whig                     | Nessuno         | Nessuno                          | 1       |
| 21 |                      |             | Reuben Wood (1792–1864)          | 12 dicembre 1850 | 13 luglio 1853   | Democratico              | Nessuno         | Nessuno                          | 1⁄1     |
| 21 | William Medill       |             | Reuben Wood (1792–1864)          | 12 dicembre 1850 | 13 luglio 1853   | Democratico              |                 |                                  | 1⁄1     |
| 22 |                      |             | William Medill (1802–1865)       | 13 luglio 1853   | 14 gennaio 1856  | Democratico              | vacante         | vacante                          | 1⁄1     |
| 22 | James Myers          |             | William Medill (1802–1865)       | 13 luglio 1853   | 14 gennaio 1856  | Democratico              |                 |                                  | 1⁄1     |
| 23 |                      |             | Salmon P. Chase (1808–1873)      | 14 gennaio 1856  | 9 gennaio 1860   | Repubblicano             |                 | Thomas H. Ford                   | 2       |
| 23 | Martin Welker        |             | Salmon P. Chase (1808–1873)      | 14 gennaio 1856  | 9 gennaio 1860   | Repubblicano             |                 |                                  | 2       |
| 24 |                      |             | William Dennison (1815–1882)     | 9 gennaio 1860   | 13 gennaio 1862  | Repubblicano             |                 | Robert C. Kirk                   | 1       |
| 25 |                      |             | David Tod (1805–1868)            | 13 gennaio 1862  | 11 gennaio 1864  | Repubblicano             |                 | Benjamin Stanton                 | 1       |
| 26 |                      |             | John Brough (1811–1865)          | 11 gennaio 1864  | 29 agosto 1865   | Unionista                |                 | Charles Anderson                 | 1⁄2     |
| 27 |                      |             | Charles Anderson (1814–1895)     | 29 agosto 1865   | 8 gennaio 1866   | Repubblicano             | vacante         | vacante                          | 1⁄2     |
| 28 |                      |             | Jacob Dolson Cox (1828–1900)     | 8 gennaio 1866   | 13 gennaio 1868  | Repubblicano             |                 | Andrew McBurney                  | 1       |
| 29 |                      |             | Rutherford B. Hayes (1822–1893)  | 13 gennaio 1868  | 8 gennaio 1872   | Repubblicano             |                 | John C. Lee                      | 2       |
| 30 |                      |             | Edward F. Noyes (1832–1890)      | 8 gennaio 1872   | 12 gennaio 1874  | Repubblicano             |                 | Jacob Mueller                    | 1       |
| 31 |                      |             | William Allen (1803–1879)        | 12 gennaio 1874  | 10 gennaio 1876  | Democratico              |                 | Alphonso Hart                    | 1       |
| 32 |                      |             | Rutherford B. Hayes (1822–1893)  | 10 gennaio 1876  | 2 marzo 1877     | Republican               |                 | Thomas L. Young                  | 1⁄2     |
| 33 |                      |             | Thomas L. Young (1832–1888)      | 2 marzo 1877     | 14 gennaio 1878  | Repubblicano             |                 | H. W. Curtiss (facente funzioni) | 1⁄2     |
| 34 |                      |             | Richard M. Bishop (1812–1893)    | 14 gennaio 1878  | 12 gennaio 1880  | Democratico              |                 | Jabez W. Fitch                   | 1       |
| 35 |                      |             | Charles Foster (1828–1904)       | 12 gennaio 1880  | 14 gennaio 1884  | Repubblicano             |                 | Andrew Hickenlooper              | 2       |
| 35 | Rees G. Richards     |             | Charles Foster (1828–1904)       | 12 gennaio 1880  | 14 gennaio 1884  | Repubblicano             |                 |                                  | 2       |
| 36 |                      |             | George Hoadly (1826–1902)        | 14 gennaio 1884  | 11 gennaio 1886  | Democratico              |                 | John George Warwick              | 1       |
| 37 |                      |             | Joseph B. Foraker (1846–1917)    | 11 gennaio 1886  | 13 gennaio 1890  | Repubblicano             |                 | Robert P. Kennedy                | 2       |
| 37 | Silas A. Conrad      |             | Joseph B. Foraker (1846–1917)    | 11 gennaio 1886  | 13 gennaio 1890  | Repubblicano             |                 |                                  | 2       |
| 37 | William C. Lyon      |             | Joseph B. Foraker (1846–1917)    | 11 gennaio 1886  | 13 gennaio 1890  | Repubblicano             |                 |                                  | 2       |
| 38 |                      |             | James E. Campbell (1843–1924)    | 13 gennaio 1890  | 11 gennaio 1892  | Democratico              |                 | Elbert L. Lampson                | 1       |
| 38 | William V. Marquis   |             | James E. Campbell (1843–1924)    | 13 gennaio 1890  | 11 gennaio 1892  | Democratico              |                 |                                  | 1       |
| 39 |                      |             | William McKinley (1843–1901)     | 11 gennaio 1892  | 13 gennaio 1896  | Repubblicano             |                 | Andrew L. Harris                 | 2       |
| 40 |                      |             | Asa S. Bushnell (1834–1904)      | 13 gennaio 1896  | 8 gennaio 1900   | Repubblicano             |                 | Asa W. Jones                     | 2       |
| 41 |                      |             | George K. Nash (1842–1904)       | 8 gennaio 1900   | 11 gennaio 1904  | Repubblicano             |                 | John A. Caldwell                 | 2       |
| 41 | Carl L. Nippert      |             | George K. Nash (1842–1904)       | 8 gennaio 1900   | 11 gennaio 1904  | Repubblicano             |                 |                                  | 2       |
| 41 | Harry L. Gordon      |             | George K. Nash (1842–1904)       | 8 gennaio 1900   | 11 gennaio 1904  | Repubblicano             |                 |                                  | 2       |
| 42 |                      |             | Myron T. Herrick (1854–1929)     | 11 gennaio 1904  | 8 gennaio 1906   | Repubblicano             |                 | Warren Gamaliel Harding          | 1       |
| 43 |                      |             | John M. Pattison (1847–1906)     | 8 gennaio 1906   | 18 giugno 1906   | Democratico              |                 | Andrew L. Harris                 | 1⁄2     |
| 44 |                      |             | Andrew L. Harris (1835–1915)     | 18 giugno 1906   | 11 gennaio 1909  | Repubblicano             | vacante         | vacante                          | 1⁄2     |
| 45 |                      |             | Judson Harmon (1846–1927)        | 11 gennaio 1909  | 13 gennaio 1913  | Democratico              |                 | Francis W. Treadway              | 2       |
| 45 | Atlee Pomerene       |             | Judson Harmon (1846–1927)        | 11 gennaio 1909  | 13 gennaio 1913  | Democratico              |                 |                                  | 2       |
| 45 | Hugh L. Nichols      |             | Judson Harmon (1846–1927)        | 11 gennaio 1909  | 13 gennaio 1913  | Democratico              |                 |                                  | 2       |
| 46 |                      |             | James M. Cox (1870–1957)         | 13 gennaio 1913  | 11 gennaio 1915  | Democratico              |                 | W. A. Greenlund                  | 1       |
| 47 |                      |             | Frank B. Willis (1871–1928)      | 11 gennaio 1915  | 8 gennaio 1917   | Repubblicano             |                 | John H. Arnold                   | 1       |
| 48 |                      |             | James M. Cox (1870–1957)         | 8 gennaio 1917   | 10 gennaio 1921  | Democratico              |                 | Earl D. Bloom                    | 2       |
| 48 | Clarence J. Brown    |             | James M. Cox (1870–1957)         | 8 gennaio 1917   | 10 gennaio 1921  | Democratico              |                 |                                  | 2       |
| 49 |                      |             | Harry L. Davis (1878–1950)       | 10 gennaio 1921  | 8 gennaio 1923   | Repubblicano             |                 | Clarence J. Brown                | 1       |
| 50 |                      |             | A. Victor Donahey (1873–1946)    | 8 gennaio 1923   | 14 gennaio 1929  | Democratico              |                 | Earl D. Bloom                    | 3       |
| 50 | Charles H. Lewis     |             | A. Victor Donahey (1873–1946)    | 8 gennaio 1923   | 14 gennaio 1929  | Democratico              |                 |                                  | 3       |
| 50 | Earl D. Bloom        |             | A. Victor Donahey (1873–1946)    | 8 gennaio 1923   | 14 gennaio 1929  | Democratico              |                 |                                  | 3       |
| 50 | William G. Pickrel   |             | A. Victor Donahey (1873–1946)    | 8 gennaio 1923   | 14 gennaio 1929  | Democratico              |                 |                                  | 3       |
| 50 | George C. Braden     |             | A. Victor Donahey (1873–1946)    | 8 gennaio 1923   | 14 gennaio 1929  | Democratico              |                 |                                  | 3       |
| 51 |                      |             | Myers Y. Cooper (1873–1958)      | 14 gennaio 1929  | 12 gennaio 1931  | Repubblicano             |                 | John T. Brown                    | 1       |
| 52 |                      |             | George White (1872–1953)         | 12 gennaio 1931  | 14 gennaio 1935  | Democratico              |                 | William G. Pickrel               | 2       |
| 52 | Charles W. Sawyer    |             | George White (1872–1953)         | 12 gennaio 1931  | 14 gennaio 1935  | Democratico              |                 |                                  | 2       |
| 53 |                      |             | Martin L. Davey (1884–1946)      | 14 gennaio 1935  | 9 gennaio 1939   | Democratico              |                 | Harold G. Mosier                 | 2       |
| 53 | Paul P. Yoder        |             | Martin L. Davey (1884–1946)      | 14 gennaio 1935  | 9 gennaio 1939   | Democratico              |                 |                                  | 2       |
| 54 |                      |             | John W. Bricker (1893–1986)      | 9 gennaio 1939   | 8 gennaio 1945   | Repubblicano             |                 | Paul M. Herbert                  | 3       |
| 55 |                      |             | Frank J. Lausche (1895–1990)     | 8 gennaio 1945   | 13 gennaio 1947  | Democratico              |                 | George D. Nye                    | 1       |
| 56 |                      |             | Thomas J. Herbert (1894–1974)    | 13 gennaio 1947  | 10 gennaio 1949  | Repubblicano             |                 | Paul M. Herbert                  | 1       |
| 57 |                      |             | Frank J. Lausche (1895–1990)     | 10 gennaio 1949  | 3 gennaio 1957   | Democratico              |                 | George D. Nye                    | 3⁄1     |
| 57 | John William Brown   |             | Frank J. Lausche (1895–1990)     | 10 gennaio 1949  | 3 gennaio 1957   | Democratico              |                 |                                  | 3⁄1     |
| 58 |                      |             | John William Brown (1913–1993)   | 3 gennaio 1957   | 14 gennaio 1957  | Repubblicano             | vacante         | vacante                          | 1⁄2     |
| 59 |                      |             | C. William O'Neill (1916–1978)   | 14 gennaio 1957  | 12 gennaio 1959  | Repubblicano             |                 | Paul M. Herbert                  | 1       |
| 60 |                      |             | Michael DiSalle (1908–1981)      | 12 gennaio 1959  | 14 gennaio 1963  | Democratico              |                 | John W. Donahey                  | 1       |
| 61 |                      |             | Jim Rhodes (1909–2001)           | 14 gennaio 1963  | 11 gennaio 1971  | Repubblicano             |                 | John William Brown               | 2       |
| 62 |                      |             | John J. Gilligan (1921–2013)     | 13 gennaio 1971  | 13 gennaio 1975  | Democratico              |                 | John William Brown               | 1       |
| 63 |                      |             | Jim Rhodes (1909–2001)           | 13 gennaio 1975  | 10 gennaio 1983  | Repubblicano             |                 | Dick Celeste                     | 2       |
| 63 | George Voinovich     |             | Jim Rhodes (1909–2001)           | 13 gennaio 1975  | 10 gennaio 1983  | Repubblicano             |                 |                                  | 2       |
| 63 | vacante              |             | Jim Rhodes (1909–2001)           | 13 gennaio 1975  | 10 gennaio 1983  | Repubblicano             |                 |                                  | 2       |
| 64 |                      |             | Dick Celeste (1937-)             | 10 gennaio 1983  | 14 gennaio 1991  | Democratico              |                 | Myrl Shoemaker                   | 2       |
| 64 | vacante              |             | Dick Celeste (1937-)             | 10 gennaio 1983  | 14 gennaio 1991  | Democratico              |                 |                                  | 2       |
| 64 | Paul Leonard         |             | Dick Celeste (1937-)             | 10 gennaio 1983  | 14 gennaio 1991  | Democratico              |                 |                                  | 2       |
| 65 |                      |             | George Voinovich (1936-2016)     | 14 gennaio 1991  | 31 dicembre 1998 | Repubblicano             |                 | Mike DeWine                      | 1⁄1     |
| 65 | vacante              |             | George Voinovich (1936-2016)     | 14 gennaio 1991  | 31 dicembre 1998 | Repubblicano             |                 |                                  | 1⁄1     |
| 65 | Nancy Hollister      |             | George Voinovich (1936-2016)     | 14 gennaio 1991  | 31 dicembre 1998 | Repubblicano             |                 |                                  | 1⁄1     |
| 66 |                      |             | Nancy Hollister (1949-)          | 31 dicembre 1998 | 11 gennaio 1999  | Repubblicano             | vacante         | vacante                          | 1⁄2     |
| 67 |                      |             | Bob Taft (1942-)                 | 11 gennaio 1999  | 8 gennaio 2007   | Repubblicano             |                 | Maureen O'Connor                 | 2       |
| 67 | Jennette Bradley     |             | Bob Taft (1942-)                 | 11 gennaio 1999  | 8 gennaio 2007   | Repubblicano             |                 |                                  | 2       |
| 67 | Bruce Edward Johnson |             | Bob Taft (1942-)                 | 11 gennaio 1999  | 8 gennaio 2007   | Repubblicano             |                 |                                  | 2       |
| 67 | vacante              |             | Bob Taft (1942-)                 | 11 gennaio 1999  | 8 gennaio 2007   | Repubblicano             |                 |                                  | 2       |
| 68 |                      |             | Ted Strickland (1941-)           | 8 gennaio 2007   | 10 gennaio 2011  | Democratico              |                 | Lee Fisher                       | 1       |
| 69 |                      |             | John Kasich (1952-)              | 10 gennaio 2011  | 14 gennaio 2019  | Repubblicano             |                 | Mary Taylor                      | 2       |
| 70 |                      |             | Mike DeWine (1947-)              | 14 gennaio 2019  | in carica        | Repubblicano             |                 | Jon Husted                       | 2       |
| 70 | Jim Tressel          |             | Mike DeWine (1947-)              | 14 gennaio 2019  | in carica        | Repubblicano             |                 |                                  | 2       |

## Altre cariche elevate tenute dai governatori
| Governatore           | Periodo             | Congresso | Congresso | Altri incarichi                                                                                                 | Note   |
| Governatore           | Periodo             | Camera    | Senato    | Altri incarichi                                                                                                 | Note   |
| --------------------- | ------------------- | --------- | --------- | --- | ------ |
| Arthur St. Clair      | 1789–1802           |           |           | Presidente del Congresso continentale                                                                           | [ 18 ] |
| Edward Tiffin         | 1803–1807           |           | S*        | | [ 19 ] |
| Return J. Meigs, Jr.  | 1810–1814           |           | S†        | Giudice distrettuale per il Territorio del Michigan, Direttore generale delle poste degli Stati Uniti d'America | [ 20 ] |
| Thomas Worthington    | 1814–1818           |           | S†        | | [ 21 ] |
| Ethan Allen Brown     | 1818–1822           |           | S*        | Ambasciatore in Brasile                                                                                         | [ 22 ] |
| Jeremiah Morrow       | 1822–1826           | H         | S         | | [ 23 ] |
| Duncan McArthur       | 1830–1832           | H         |           | | [ 24 ] |
| Robert Lucas          | 1832–1836           |           |           | Governatore del territorio dell'Iowa                                                                            | [ 25 ] |
| Joseph Vance          | 1836–1838           | H         |           | | [ 26 ] |
| Wilson Shannon        | 1838–1840 1842–1844 | H         |           | Ambasciatore in Messico*, Governatore del territorio del Kansas                                                 | [ 27 ] |
| Thomas Corwin         | 1840–1842           | H         | S         | Ambasciatore in Messico, Segretario al tesoro                                                                   | [ 28 ] |
| Mordecai Bartley      | 1844–1846           | H         |           | | [ 29 ] |
| William Medill        | 1853–1856           | H         |           | | [ 30 ] |
| Salmon Portland Chase | 1856–1860           |           | S         | Segretario al tesoro, Presidente della Corte suprema degli Stati Uniti d'America                                | [ 31 ] |
| William Dennison      | 1860–1862           |           |           | Direttore generale delle poste degli Stati Uniti d'America, Sindaco di Washington D.C.                          | [ 32 ] |
| David Tod             | 1862–1864           |           |           | Ambasciatore in Brasile                                                                                         | [ 33 ] |
| Jacob Dolson Cox      | 1866–1868           | H         |           | Segretario degli Interni                                                                                        | [ 34 ] |
| Rutherford B. Hayes   | 1868–1872 1876–1877 | H         |           | Presidente degli Stati Uniti d'America*                                                                         | [ 35 ] |
| Edward F. Noyes       | 1872–1874           |           |           | Ambasciatore in Francia                                                                                         | [ 36 ] |
| William Allen         | 1874–1876           | H         | S         | | [ 37 ] |
| Thomas L. Young       | 1877–1878           | H         |           | | [ 38 ] |
| Charles Foster        | 1880–1884           | H         |           | Segretario al tesoro                                                                                            | [ 39 ] |
| Joseph B. Foraker     | 1886–1890           |           | S         | | [ 40 ] |
| James E. Campbell     | 1890–1892           | H         |           | | [ 41 ] |
| William McKinley      | 1892–1896           | H         |           | Presidente degli Stati Uniti d'America                                                                          | [ 42 ] |
| Myron T. Herrick      | 1904–1906           |           |           | Ambasciatore in Francia                                                                                         | [ 36 ] |
| John M. Pattison      | 1906                | H         |           | | [ 43 ] |
| Judson Harmon         | 1909–1913           |           |           | Procuratore generale                                                                                            | [ 44 ] |
| James M. Cox          | 1913–1915 1917–1921 | H†        |           | | [ 45 ] |
| Frank B. Willis       | 1915–1917           | H†        | S         | | [ 46 ] |
| A. Victor Donahey     | 1923–1929           |           | S         | | [ 47 ] |
| George White          | 1931–1935           | H         |           | | [ 48 ] |
| Martin L. Davey       | 1935–1939           | H         |           | | [ 49 ] |
| John W. Bricker       | 1939–1945           |           | S         | | [ 50 ] |
| Frank J. Lausche      | 1945–1947 1949–1957 |           | S*        | | [ 51 ] |
| John J. Gilligan      | 1971–1975           | H         |           | | [ 52 ] |
| Dick Celeste          | 1983–1991           |           |           | Ambasciatore in India                                                                                           | [ 53 ] |
| George Voinovich      | 1991–1998           |           | S*        | | [ 54 ] |
| Ted Strickland        | 2007–2011           | H         |           | | [ 55 ] |
| John Kasich           | 2011–2019           | H         |           | | [ 56 ] |
| Mike DeWine           | 2019–               | H         | S         | Vicegovernatore dell'Ohio                                                                                       |        |